# Delegação de Rio Cross na Assembleia Nacional da Nigéria
A delegação do estado de Rio Cross na Assembleia Nacional da Nigéria compreende três representantes eleitos para o Senado da Nigéria que representam as regiões de Rio Cross Central, Rio Cross do Norte e Rio Cross do Sul, além de oito deputados para a Câmara dos Representantes que representam os distritos eleitorais de Calabar Municipal/Odukpani, Ogoja/Iyala, Ikom/Boki, Yakurr/Abi, Bekwarra/Obudu/Obanliku, Akpabuyo/Bakassi/Calabar Sul, Akamkpa/Biase e Obubra/Etung.

## Quarta República (1999–presente)

### 4ª Legislatura (1999–2003)
|           |                    |         |                              |           |          |
| Cargo     | Nome               | Partido | Distrito Eleitoral           | Mandato   | Situação |
|           |                    |         |                              |           |          |
| Senadores | Matthew Mbu Jr.    | PDP     | Rio Cross Central            | 1999–2003 | Eleito   |
| Senadores | Pius Adede         | PDP     | Rio Cross do Norte           | 1999–2003 | Eleito   |
| Senadores | Florence Ita-Giwa  | ANPP    | Rio Cross do Sul             | 1999–2003 | Eleita   |
|           |                    |         |                              |           |          |
| Deputados | Asuquo Nya Eyoma   | ANPP    | Calabar Municipal/Odukpani   | 1999–2003 | Eleito   |
| Deputados | Igbodor Peter Leja | ANPP    | Ogoja/Iyala                  | 1999–2003 | Eleito   |
| Deputados | Nyambi Alobi Odey  | PDP     | Ikom/Boki                    | 1999–2003 | Eleito   |
| Deputados | Obeten Okon        | PDP     | Yakurr/Abi                   | 1999–2003 | Eleito   |
| Deputados | Mike Ogar          | ANPP    | Bekwarra/Obudu/Obanliku      | 1999–2003 | Eleito   |
| Deputados | Okon Patrick Ene   | ANPP    | Akpabuyo/Bakassi/Calabar Sul | 1999–2003 | Eleito   |
| Deputados | Orok Agbor Patrick | ANPP    | Akamkpa/Biase                | 1999–2003 | Eleito   |
| Deputados | Tangban Ebuta Amba | PDP     | Obubra/Etung                 | 1999–2003 | Eleito   |

### 9ª Legislatura (2019–2023)
|           |                         |         |                              |           |          |
| Cargo     | Nome                    | Partido | Distrito Eleitoral           | Mandato   | Situação |
|           |                         |         |                              |           |          |
| Senadores | Sandy Ojang Onor        | PDP     | Rio Cross Central            | 2019–2023 | Eleita   |
| Senadores | Stephen Adi Odey        | PDP     | Rio Cross do Norte           | 2019–2023 | Eleito   |
| Senadores | Gershom Henry Bassey    | PDP     | Rio Cross do Sul             | 2019–2023 | Eleita   |
|           |                         |         |                              |           |          |
| Deputados | Eta Mbora Edim          | PDP     | Calabar Municipal/Odukpani   | 2019–2023 | Eleito   |
| Deputados | Ogbeche Ngaji Jude      | APC     | Ogoja/Iyala                  | 2019–2023 | Eleito   |
| Deputados | Christopher Ngoro Agibe | PDP     | Ikom/Boki                    | 2019–2023 | Eleito   |
| Deputados | Alex Egbona             | PDP     | Yakurr/Abi                   | 2019–2023 | Eleito   |
| Deputados | Ochiglegor Legor Idagbo | PDP     | Bekwarra/Obudu/Obanliku      | 2019–2023 | Eleito   |
| Deputados | Okon Patrick Ene        | PDP     | Akpabuyo/Bakassi/Calabar Sul | 2019–2023 | Eleito   |
| Deputados | Daniel Effiong Asuquo   | PDP     | Akamkpa/Biase                | 2019–2023 | Eleito   |
| Deputados | Etaba Michael Irom      | PDP     | Obubra/Etung                 | 2019–2023 | Eleito   |